# Kulesze (Podlachie)
Pour les articles homonymes, voir Kulesze.
Kulesze est un village polonais du district administratif de Mońki, dans le powiat de Mońki, voïvodie de Podlachie, au Nord-Est du pays. Il est situé à environ 10 km à l'Ouest de Mońki et à 48 km au Nord-Ouest de la capitale régionale Białystok.
Sa population s'élève à environ 300 habitants.